# Рамиро II (король Леона)
Рами́ро II (исп. Ramiro II de León; около 900 — 951) — король Леона в 931—951 годах. Младший сын короля Леона Ордоньо II.

## Биография
После смерти в 924 году Ордоньо II его королевство не перешло к его сыновьям: Санчо, Альфонсо и Рамиро, а было присоединено к владениям его младшего брата Фруэлы II, который, таким образом, объедининил в своих руках управление тремя королевствами — Леоном, Галисией и Астурией. Когда в 925 году Фруэла II умер, королём стал его сын Альфонсо Фройлас. Однако сыновья Ордоньо II в этом же году подняли мятеж против нового короля, мотивируя свои права на престол тем, что их отец был старшим братом Фруэлы II. Опираясь на поддержку галисийского дворянства, на представительницах знатных семейств которого были женаты Санчо и Рамиро, и духовенства (особенно епископа Сантьяго-де-Компостела Херменгильда), а также на помощь короля Наварры Санчо I Гарсеса, братьям удалось вытеснить Альфонсо Фройласа из Леона, а в 926 году и из Галисии.
Рамиро занял престол в 931 году, после того как его брат Альфонсо IV постригся в монахи. Однако последний в 932 году пожелал вернуть трон и между братьями началась борьба, окончившаяся ослеплением Альфонсо и заключением его в монастырь.
В 932 году Рамиро II вторгся в принадлежавшую Кордовскому халифату провинцию Толедо и овладел Мадридом. В 933 году вместе с графом Кастилии Фернаном Гонсалесом разбил мавров при Осме, а в 939 году нанёс им новое поражение в битве при Симанкасе.
В 944 году граф Кастилии восстал против Рамиро II, но был побеждён.
В 950 году Рамиро II нанёс новое поражение маврам в сражении около Талаверы.
5 января 951 года из-за болезни король Рамиро отрёкся от престола в пользу своего сына Ордоньо III и вскоре умер.